# (22825) 1999 RO39
(22825) 1999 RO39 est un astéroïde de la ceinture principale découvert en 1999.

## Description
(22825) 1999 RO39 a été découvert le 13 septembre 1999 à l'observatoire Zeno, situé à Edmond dans l'Oklahoma aux États-Unis, par Tom Stafford.

### Caractéristiques orbitales
L'orbite de cet astéroïde est caractérisée par un demi-grand axe de 2,23 UA, un périhélie de 1,85 UA, une excentricité de 0,17 et une inclinaison de 6,70° par rapport à l'écliptique. Du fait de ces caractéristiques, à savoir un demi-grand axe compris entre 2 et 3,2 UA et un périhélie supérieur à 1,666 UA, il est classé, selon la JPL Small-Body Database, comme objet de la ceinture principale.

### Caractéristiques physiques
(22825) 1999 RO39 a une magnitude absolue (H) de 15,1 et un albédo estimé à 0,150.